# Бакулин, Александр Яковлевич
Алекса́ндр Я́ковлевич Баку́лин  (1813—1894) — русский баснописец.

## Биография
Дед В. Я. Брюсова. Сын купца. Часто бывал по торговым делам в Москве и Петербурге, где после многодневного дежурства у книжной лавки А. Ф. Смирдина увидел своего кумира ― А. С. Пушкина. Разорённый пожаром (1847), держал мельницу в Умани (1850-е), затем арендовал имения в Тамбовской и Владимирской губерниях (1860―1880-е), позднее жил у дочерей в Москве. Учил основам стихосложения юного Брюсова, который позднее вспоминал, что для Бакулина «существовало лишь три великих русских поэта: Державин, Пушкин, Крылов; четвёртым дед считал самого себя». Входил в Суриковский кружок. 
Поэт-самоучка, Бакулин посвятил писательству всю жизнь. Писал повести, романы, лирические стихи, поэмы, драмы. Написал множество басен; некоторые из них вошли в анонимный сборник «Басни провинциала» (1864; имя автора только на части тиража) и в изданный И. З. Суриковым сборник поэтов-самоучек «Рассвет» (1872), отдельные басни печатались в журнале «Радуга» и газете «Свет». За единичными исключениями произведения Бакулина слабы, перегружены назидательностью, но некоторые лирические стихи подкупают искренностью чувств, детальными описаниями народного быта. В 1903 году Брюсов, публикуя «Стихотворения и басни А. Я. Бакулина», высказывал мнение, что «в своё время, в 1830-х и 1840-х годах, он мог бы занять не последнее место среди второстепенных поэтов». Брюсов писал о Бакулине в рассказе «Голубочки ― это непорочность», в повести «Моя юность», в мемуарных записях «Памяти». Бо́льшая часть рукописей Бакулина утрачена.